# Expreso de la Krajina
El Expreso de la Krajina (en serbio: Крајина Eкспрес - Krajina Ekspres) es el nombre no oficial de un tren blindado del Ejército de la República Serbia de Krajina (SVK) (denominación militar: Tren Blindado 7) que participó en hostilidades en Croacia y Bosnia y Herzegovina entre 1991 y 1995. 
Se construyó en el taller ferroviario de Knin en el verano de 1991. Durante la guerra, participó en las operaciones de Dalmacia, Lika y en el asedio a Bihać. Fue el único tren blindado funcional que operó en la Krajina.

## Construcción
La idea de la construcción del tren blindado fue del presidente del sindicato de ferroviarios de Knin, Blagoje Guska, quién lideró el trabajo y se constituyó como jefe del tren. Contó con el apoyo del entonces Ministro del Interior de la Región Autónoma Serbia de la Krajina, Milan Martić y de medios del comando de las Fuerzas de Defensa Territorial de Knin.
Su construcción fue financiada por las municipalidades de Knin y otras de Lika y Dalmacia. La fabricación se hizo en Knin durante el verano de 1991.
Inicialmente, consistió de un tren con vagones comunes protegidos por sacos de arena. Para la tracción contaba con una locomotora diésel General Motors EMD (número de serie JŽ 664 - 013), la que se mantuvo hasta 1995.
Con el inicio de la guerra, emprendió su primera acción en la línea Gračac hasta el área de Štikarne. Tal situación pronto surgió la necesidad de que los vagones estuvieran mejor protegidos y armados. En el verano de 1991, su defensa fue reforzada. Para ello se montaran placas de acero de 25 mm de espesor, actividad que se hizo en Strmica.
Para entonces, su configuración consistía, además de la locomotora, en dos vagones blindados. Al frente del primer vagón se montó un cañón alemán bitubo de 20mm PA top M38. Al frente del segundo vagón había dos soportes de lanzamiento para misiles 9K11 Malyutka, detrás de los cuales había un cañón antiaéreo Bofors construido en Gran Bretaña en la década del 50. Para una defensa cercana del tren, ametralladoras M-53 fueron montadas como armas laterales.
Más tarde, se agregó otro vagón, armado con el cañón tritubo Zastava M55 (también denominado 20/3-mm-M55) y otro de un solo tubo del M-75, ambos en calibre 20 mm. El primer vagón (el más alejado de la locomotora) recibió dos ametralladoras pesadas M2HB de 12,7 mm. También se montaron placas de acero adicionales en los vagones en la parte superior, lo que proporcionó a la tripulación protección contra mortero, aunque los sirvientes de pieza permanecieron expuestas al fuego enemigo. Se proporcionó protección adicional a la locomotora con dos ametralladoras M84.
Durante 1992, el cañón Bofors fue eliminado y se montó el soviético ZIS-3, calibre 76,2 mm. Asimismo, se incrementó la potencia de fuego con dos coheteras múltiples L57-12 de 57 mm de aviación. Estos lanzadores estaban montados en un soporte, detrás del cañón ZIS-3.  El tren fue agrandado con un tercer vagón y dos ametralladoras Zastava M84.  
En el año siguiente, 1993, en lugar de un cañón de 76,2 mm, se montó un cañón autopropulsado M18 Hellcat (destructor de tanques) armado con un cañón de 76 mm, de procedencia norteamericana. Se montaron capas de goma reforzados a los lados de los vagones y se rellenaron con mica en el espacio, lo que minimizó el poder de penetración de los proyectiles de carga hueca, tal como fue demostrado en la práctica.
Durante los combates en el enclave de Bihać, el tren estuvo compuesto de tres vagones de carga enganchados al frente con el objeto de detonar minas. Estos contenían herramientas y material para reparar el ferrocarril dañado, seguidos por tres vagones de combate blindado, la locomotora y un vagón alojamiento (la configuración se modificaba según situación táctica).

## Empleo
El tren blindado Expreso de la Krajina participó en muchos enfrentamientos en Dalmacia, Lika y alrededores de Bihać.  Su táctica habitual era aparecer repentinamente en un punto preestablecido del ferrocarril, disparar sus armas y retirarse rápidamente. La tripulación de 20 miembros era ocasionalmente reabastecida por camiones livianos. Su primera misión operacional tuvo lugar en el área entre Gračac y Stikada.
Después del re-equipamiento del tren con planchas blindadas en Strmica, participó en operaciones de combate en la línea Knin - Drniš. Luego fue enviado a Lika, donde participó en el combate por el depósito de Sveti Rok. Durante su estancia de una semana en esa zona habría sido nombrado como el "Expreso de la Krajina".
En enero de 1992, un alto al fuego fue firmado entre los crotatas y el Ejército Popular Yugoslavo (JNA). Por el acuerdo (Plan Vance), el JNA dejaría la Krajina. En ese entonces, el tren blindado estaba combatiendo en una operación en el desbloqueo del aeródromo de Zemunik cerca de Zadar. Después de su finalización exitosa, el Krajina Express regresó a Knin
La tripulación, cuando no había condiciones para uso del tren, participó en combate como infantería. Ello lo hizo en la Operación Corredor (Posavina) integrando la Milicia de la Krajina (MUP).
El 27 de noviembre de 1992, las Fuerzas de Defensa Territorial, las milicias y las fuerzas paramilitares (voluntarios) crearon el Ejército de la República Serbia de Krajina (SVK). El Expreso de la Krajina y su personal pasó a llamarse Compañía Ferroviaria de la 75 Brigada Motorizada del 7.º Cuerpo Dálmata (responsable de la parte sur de Krajina, incluida la región de su capital, Knin). Luego se lo empezó a conocer como Tren Blindado 7.
Durante el ataque del Ejército Croata en el área de Maslenica (Operación Maslenica) en enero de 1993, la tripulación del tren se volvió a desempeñar como unidad de infantería. Dos miembros murieron por fuego de artillería siendo las únicas de esta unidad durante la guerra. Asimismo, participó en el intento de destruir el túnel (constituido como depósito de municiones) al sudeste de Zadar. Para ello se preparó un vagón conteniendo 3650 kg de explosivos y 5 toneladas de chatarra. La locomotora empujó el vagón hacia la aldea de Nadin, hasta el punto donde el ferrocarril desciende hacia Zadar. Se desconoce el verdadero efecto de la explosión.
Durante 1994, el Tren Blindado 7 participó en los combates del enclave de Bihać desde la altura de Ribička Glavica. Entonces empleaba el arma de un cañón autopropulsado de 76mm y un lanzador NRZ. El 29 de noviembre de 1994, el tren recibió un impacto directo de un misil 9K11 Malyutka disparado por los defensores del gobierno bosnio de Bihać, en el "área segura" designada por la ONU en el noroeste de Bosnia. La tripulación de 20 hombres sobrevivió (un herido) y el daño fue menor, ya que la gruesa cortina de goma absorbió la mayor parte de la explosión.
En diciembre de 1994, se suspendieron las operaciones a Bihać y el tren se retiró a Knin. El agravamiento de la situación militar y política causada por la caída de los puntos dominantes en los montes Dinar hizo que la tripulación fuera utilizada como una unidad de infantería.

## Fin del tren blindado
Poco antes de las 5 a. m. del 4 de agosto, el fuego de artillería pesada sobre Knin y otras ciudades marcó el comienzo de un ataque general contra Krajina (Operación Oluja). Según lo ordenado, el tren blindado fue enviado a Lika. Pronto la tripulación se dio cuenta de la ruptura militar y política general de la Krajina serbia y se tomaron medidas el repliegue del personal. El Expreso de la Krajina fue lanzado por su tripulación por una sección empinada del ferrocarril a toda velocidad terminando descarrilado.
La caída de la Krajina serbia ha puesto fin a los planes de construir otro vagón armado con un cañón de 88 mm.
Luego de la guerra, la locomotora fue enviada a la empresa ferroviaria croata TŽV Gredelj con otras más capturadas. Fueron pintadas de color azul y cambiado el número de serie de JŽ 664 a HŽ 2062. En el año 2013 se mantenía en servicio.

## Especificaciones técnicas (1994)
- Tracción locomotora diésel General Motors EMD (número de serie JŽ 664-013)[4].103 toneladas, seis ejes y 2.200 hp.[1]
- Tres vagones blindados.
- Tres vagones adicionales al frente de la formación para detonar minas.
- Un destructor de tanques M18 Hellcat con cañón de 76 mm
- Tres cañones antiaéreos 20 mm.
- Dos lanzacohetes múltiple 57 mm.
- Dos ametralladoras 12.7 mm.
- Dos ametralladoras 7.9 mm.
- Dos ametralladoras 7.62 mm.
- Dos morteros 120 mm.